# Protracheoniscus glaber
Protracheoniscus glaber är en kräftdjursart som först beskrevs av Koch 1856.  Protracheoniscus glaber ingår i släktet Protracheoniscus och familjen Trachelipodidae. Inga underarter finns listade i Catalogue of Life.